# Jakob Landis (Ingenieur)
Jakob Landis (* 13. Januar 1895 in Wädenswil; † 23. März 1960 in Köniz; heimatberechtigt in Hirzel) war ein Schweizer Ingenieur.

## Leben
Jakob Landis war der Sohn des Bauern Rudolf und der Elisabeth, geborene Büchli. 1946 heiratete er Lina Gertrud Lehmann, von Worb.
Er war bis 1918 Ingenieurstudent an der ETH Zürich und anschliessend bis 1930 Mitarbeiter in der landwirtschaftlichen Versuchsanstalt Liebefeld. Von 1929 bis 1939 war er Leiter der Gutsverwaltung Liebefeld und trat 1939 in die Eidgenössische Abteilung für Landwirtschaft über. Von 1940 bis 1946 war er Vizedirektor und anschliessend bis 1957 Direktor des Bundesamts für Landwirtschaft, in letzterer Funktion war er gleichzeitig als Vorsteher des Eidgenössischen Kriegsernährungsamts tätig. Während seiner Amtszeit war er unter anderem für die Ausarbeitung und Umsetzung des neuen Landwirtschaftsgesetzes von 1951 zuständig.